# Schrankia dochmographa
Schrankia dochmographa är en fjärilsart som beskrevs av Fletcher 1957. Schrankia dochmographa ingår i släktet Schrankia och familjen nattflyn. Inga underarter finns listade.